# Чупин, Алексей Геннадьевич
Алексе́й Генна́дьевич Чу́пин (род. 11 ноября 1972 года, Глазов, Удмуртская АССР, РСФСР, СССР) — российский хоккеист, трёхкратный чемпион России по хоккею с шайбой. Мастер спорта международного класса.

## Биография
Сын хоккеиста Геннадия Чупина.
В хоккей начинал играть в Ижевске. В начале игровой карьеры выступал за «Ижсталь», глазовский «Прогресс» и «Олимпию» Кирово-Чепецк.
С середины сезона 1992/1993 более чем на десять лет стал игроком казанского клуба «Итиль», с 1995 года получившего название «Ак Барс». В его составе дважды становился чемпионом России (1997/1998 и 2005/2006) и дважды становился серебряным призёром чемпионата (1999/2000 и 2001/2002). В 2003—2005 годах выступал в составе московского «Динамо» и также завоевал «золото» российского чемпионата (2004/2005).
Завершил игровую карьеру, выступая в составе клубов высших российских дивизионов: подмосковного ХК МВД (2006—2007), вновь московского «Динамо» (2007—2008) и, после образования КХЛ,  новокузнецкого «Металлурга».
Участник чемпионатов мира 1997 и 1998 годов в составе сборной России.
В 2010 году выступал за любительскую команду из Татарстана. Директор спортивно-оздоровительного комплекса «Ватан» (Казань).
Сын Артём (род. 1998) играл в хоккей на юношеском уровне. Сын Макар (род. 2004) также хоккеист.

## Достижения
- Чемпион России 1997/1998
- Серебряный призёр чемпионата России 1999/2000
- Серебряный призёр чемпионата России 2001/2002
- Чемпион России 2004/2005
- Чемпион России 2005/2006